# لژیون کوندور
لژیون کوندور (آلمانی: Legion Condor) یگانی از نیروی هوایی آلمان در دوره رایش سوم، لوفت‌وافه، بود که بدون استفاده از نشان‌های ملی و یونیفرم ورماخت، در جنگ داخلی اسپانیا در جانب ملی‌گرایان به کار گرفته شد.
این یگان سال ۱۹۳۶ به صورت مخفیانه شگل گرفت و در چندین نبرد مهم مشارکت نمود. لژیون کوندور نقشی کلیدی در پیروزی ملی‌گرایان در جنگ داخلی اسپانیا داشت. وجود این یگان تا سال ۱۹۳۹ از طرف حاکمان آلمان و ملی‌گرایان اسپانیایی انکار می‌شد. لژیون کوندور نخستین مسیر هوایی جهت انتقال نیرو در جهان را ایجاد کرد و نخستین بمباران عمده اهداف غیرنظامی در تاریخ اروپا را صورت داد. آرشیو اطلاعات این یگان پیش از پایان جنگ جهانی دوم از بین رفت تا تحقیق دربارهٔ آن دشوار باشد.

## آغاز کمک آلمان به ملی‌گرایان در اسپانیا
در پی کودتای ژوئیه ۱۹۳۶ اسپانیا که به آغاز جنگ داخلی اسپانیا منجر شد، ژنرال فرانسیسکو فرانکو، یکی رهبران نظامی جبهه ملی‌گرا، در اثر ناتوانی در انتقال نیروهای شورشی از مراکش اسپانیا به بدنه اصلی خاک این کشور، در اثر سد شدن تنگه جبل‌الطارق توسط نیروی دریایی وفادار به دولت جمهوری‌خواه اسپانیا، از طریق دو تاجر آلمانی عضو حزب ناسیونال سوسیالیست از آلمان درخواست کمک به منظور انتقال هوایی این نیروها کرد.
پس از دیدار این دو تاجر با رودلف هس، به سرعت قرار ملاقاتی بین آن‌ها و آدولف هیتلر، پیشوای آلمان، ترتیب داده شد. هیتلر پیش از این از طریق وزارت خارجه از شرایط اسپانیا مطلع شده بود. ملاقات مذکور شب ۲۵ ژوئیه سال ۱۹۳۶ صورت گرفت و هیتلر در آن متقاعد شد به جهت سیاست خارجی و تجاری همسو، در قالب هواگرد و تدارکات از ملی‌گرایان اسپانیایی پشتیبانی نماید. هیتلر بلافاصله به هرمان گورینگ، فرمانده لوفت‌وافه دستور داد تمهیدات لازم بدین منظور را انجام دهد. روز بعد سرلشکر هلموت ویلبرگ موظف به تشکیل ستاد ویژه‌ای جهت سازمان‌دهی رساندن کمک به ملی‌گرایان اسپانیایی شد. روز ۲۷ ژوئیه ۱۰ هواگرد لوفت‌هانزا راهی شمال آفریقا گشتند تا نیروهای فرانکو را به اسپانیا منتقل کنند. ایتالیا نیز با عبور و تامین سوخت این هواگردها موافقت نمود. ویلبرگ ستاد مورد نظر را با افسران لوفت‌وافه در برلین ایجاد کرد. ستاد ویژه وه (W مخفف نام ویلبرگ) در عرض دو روز شروع به فعالیت و صدور فرامین و طرح‌ها نمود.
نخستین داوطلبان ۸۵ خلبان، افسر جز و پرسنل فنی با آموزش خوب و تماما مجرد بودند که بدون آگاهی از ماهیت وظایفشان، توسط یگان‌هایشان برگزیده و برای مأموریت ویژه‌ای به هامبورگ گسیل گشتند. به ایران افراد اعلام شد به جهت این مأموریت بسیار سری در خارج از کشور، ممکن است رسما از لوفت‌وافه کنار نهاده شوند و در جایگاه ذخیره قرار گیرند. شب ۳۱ ژوئیه کشتی تجاری اوزارامو با این ۸۵ داوطلب و بارگیری ۱۰ بمب‌افکن یو ۵۲، ۶ جنگنده هائی ۵۱ و ۲۰ توپ ضد هوایی و خدمه آن‌ها از هامبورگ به طرف اسپانیا فرستاده شد. تمامی این افراد لباس‌های غیرنظامی بر تن داشتند. این گروه کوچک نخستین مورد محموله‌های متعدد ارسال گشته از آلمان به اسپانیا که در ابتدا عملیات فویرتساوبر (جادوی آتش) نامیده می‌شد، بودند.